# Eothenomys chinensis
Eothenomys chinensis és una espècie de mamífer rosegador de la família dels cricètids. És endèmic de Sichuan (Xina), on viu a altituds d'entre 1.500 i 3.000 msnm. Els seus hàbitats naturals són els boscos i els prats. És una espècie en risc mínim, és a dir, no sembla que hi hagi cap amenaça significativa per a la seva supervivència. El seu nom específic, chinensis, significa ‘de la Xina’ en llatí.